# Aloys Fischer
Aloys Fischer (* 10. April 1880 in Furth im Wald, Bayern; † 23. November 1937 in München) war Pädagoge und arbeitete an den Grundlagen einer neuzeitlichen Theorie der Erziehung und Bildung. Er förderte die Sozialerziehung und Berufsbildung und setzte sich für die Akademisierung der Lehrerbildung ein.

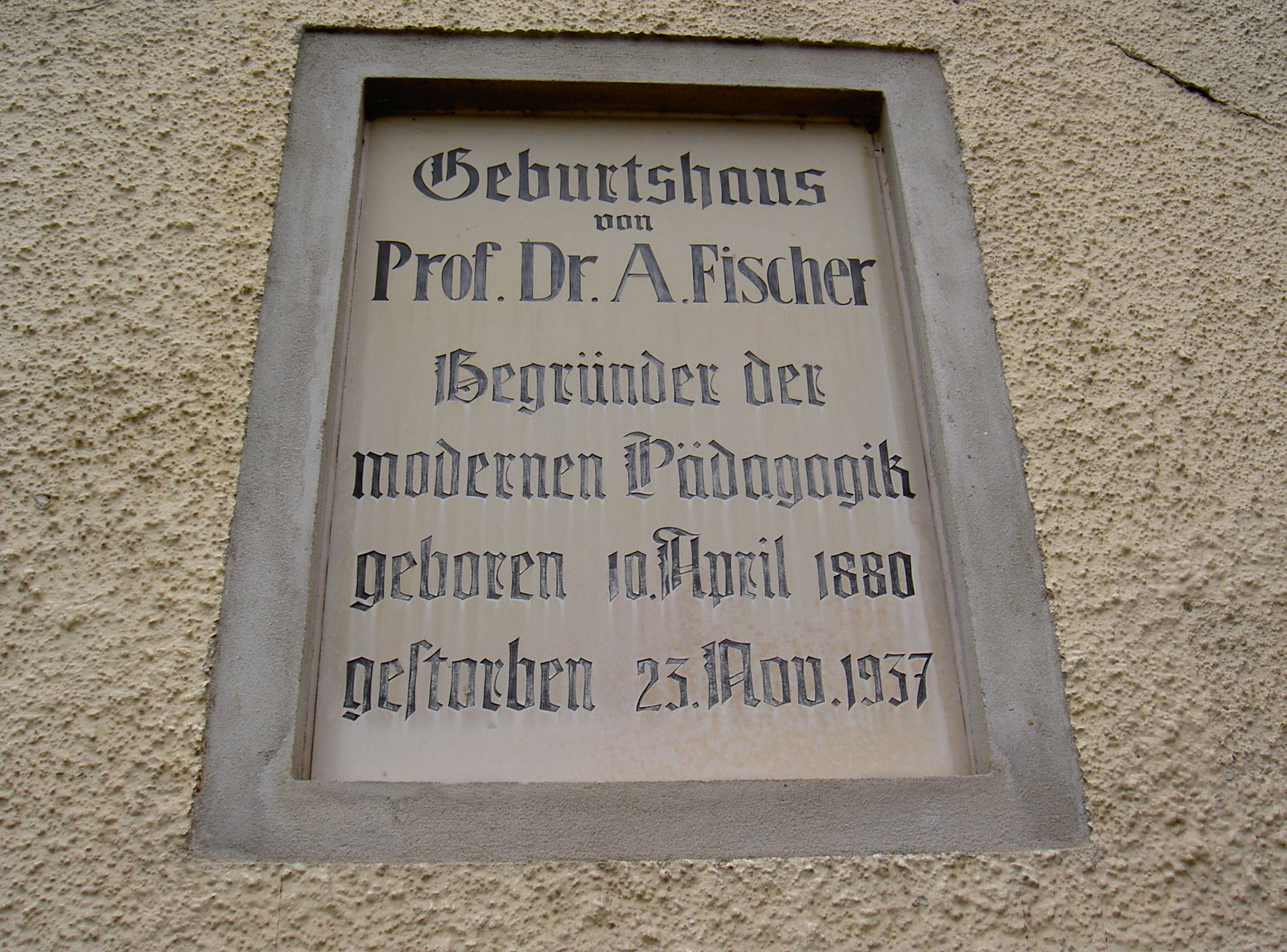
Gedenktafel für Aloys Fischer an seinem Geburtshaus in der Herrenstraße 5 in Furth im Wald ('Begründer der modernen Pädagogik')

## Leben
Fischer wuchs zunächst in Furth auf, wo er die Volksschule besuchte. 1891 erhielt er ein Stipendium, das ihm den Besuch des humanistischen Gymnasiums des Benediktinerstifts Metten ermöglichte. Die Reifeprüfung legte er 1899 als primus omnium ab. Im darauffolgenden Wintersemester begann er an der Ludwig-Maximilians-Universität in München mit dem Studium der Klassischen Philologie, Germanistik und Geschichte. Auf das Erste Staatsexamen im Jahr 1902 folgte ein Promotionsstudium unter Theodor Lipps. Von 1903 bis 1906 war Fischer Hauslehrer der Kinder Adolf von Hildebrands. Seine Schrift Über symbolische Relationen, mit der er 1904 bei einem Wettbewerb der Philosophischen Fakultät gewonnen hatte, wurde als Dissertation anerkannt.
1906 heiratete Fischer die Jüdin Paula Thalmann, die 1907 den Sohn Ernst Maria und 1911 den Sohn Peter Paul zur Welt brachte. Von 1906 bis 1907 leitete Fischer eine private Gymnasialklasse, 1907 habilitierte er sich bei Lipps und Hermann von Grauert mit der Schrift Untersuchungen über den ästhetischen Wert.
Es folgte die Ernennung zum Privatdozenten für Philosophie durch Prinzregent Luitpold von Bayern. 1908 trat Fischer eine Stelle als Hauslehrer der bayrischen Prinzen Luitpold und Albrecht an. Luitpold starb 1914 an Kinderlähmung, doch Albrecht wurde bis 1918 von Fischer unterrichtet. Ab 1910 war Fischer gleichzeitig wissenschaftlicher Leiter des Pädagogisch-Psychologischen Instituts des Münchner Lehrervereins, ab 1914 zusätzlich einer der Herausgeber der Reihe Pädagogische Monographien. 1915 wurde er außerordentlicher Professor für Philosophie an der Ludwig-Maximilians-Universität und 1918 ordentlicher Professor für Pädagogik. 1920 trat er die Nachfolge Friedrich Wilhelm Foersters an und wurde Vorstand des Pädagogischen Seminars der Universität. Zusammen mit Otto Scheibner, Georg Kerschensteiner, Ludwig Pallat und Richard Seyfert gab er ab 1924 die Zeitschrift Die Arbeitsschule heraus. Ab 1925 gehörte er neben Theodor Litt, Herman Nohl, Eduard Spranger und Wilhelm Flitner auch zu den Herausgebern der Zeitschrift Die Erziehung.
Im Wintersemester 1927/28 wurde er Dekan der Philosophischen Fakultät und 1929 zusammen mit Alexander Pfänder Vorstand des Psychologischen Seminars der Universität München. Im gleichen Jahr beteiligte er sich an einem Gutachten der bayerischen Universitäten, das die Integration der Lehrerausbildung ins Universitätsstudium zum Ziel hatte. 1935 war Fischer sowohl Erster Vorstand des Psychologischen Seminars als auch Vorstand des Pädagogischen Seminars.
Seiner jüdischen Frau wegen wurde er im Jahr 1937 zwangsemeritiert. Im gleichen Jahr starb er nach einer Operation.

## Nachwirkungen
Fischers Arbeitsschwerpunkt war die Entwicklung der beruflichen Bildung und der beruflichen Schulen, deren Anerkennung er forderte. Strukturen der heutigen Fach- und Berufsoberschulen gehen auf seine Pläne und Überlegungen zurück. Die Berufliche Oberschule (Staatliche Fachoberschule und Berufsoberschule) in Deggendorf wurde nach ihm benannt.

## Veröffentlichungen (Auswahl)
- Aufgaben und Entwicklung des deutschen Schulwesens nach dem Kriege. Klinkhardt, Leipzig 1916.

- Über Beruf, Berufswahl und Berufsberatung als Erziehungsfragen. Quelle & Meyer, Leipzig 1918.
- Die Zukunft des Jugendschutzes. Veit, Leipzig 1918.
- Die wirtschaftliche Lage der Studentenschaft Münchens und die Bedeutung der Studentenfürsorge. Verlag des Vereins Studentenhaus, München 1921.
- Psychologie der Gesellschaft. In: Gustav Kafka (Hrsg.): Handbuch der vergleichenden Psychologie. Bd. 2. München 1922, S. 339–456.
- Erziehung als Beruf. Quelle & Meyer, Leipzig 1922 (Neuausgabe 1967).
- Georg Kerschensteiners Leben und pädagogisches Werk. Dt. Verl. für Jugend u. Volk, Wien/Leipzig 1925.
- Familie und Gesellschaft. Beyer, Langensalza 1927.
- Über Sinn und Wert geschichtlicher Bildung in der Gegenwart. Hueber, München 1932.
- Leben und Werk [Gesammelte Werke]. Acht Bände. Bayerischer Schulbuch-Verlag, München 1950–1971.
- Ausgewählte pädagogische Schriften. Hrsg. von Karl Kreitmair. Schöningh, Paderborn 1961.